# Gerard Claesz Hasselaer
Gerard Claesz Hasselaer (* 13. November 1620 in Amsterdam; † 12. Juni 1673 ebenda) war Bürgermeister und Schout von Amsterdam.

## Biografie
Siehe auch: Regent von Amsterdam
Er entstammte dem Patriziergeschlecht Hasselaer. Gerard Claes Hasselaer wurde im Jahre 1653 zum Ratsherren der Stadt ernannt. 1647 wurde er Schatzmeister, 1650 erstmals Schepen Amsterdams. Seine beiden Amtsjahre als Bürgermeister fielen auf 1665 und 1669. Hasselaer war zudem ab 1666 Ratsherr in den Generalstaaten. Als Zeichen einer pro-französischen Politik machten im selben Jahr die Amsterdamer Bürgermeister Andries de Graeff, Gillis Valckenier, Hendrick Dircksz Spiegel sowie Hasselaer dem französischen Außenminister Hugues de Lionne ein repräsentatives Gemälde Amsterdams von Ludolf Backhuysen zum Geschenk. Im Jahre 1669 wurde er zum Schout bestellt, eine Funktion, die er bis in sein Todesjahr innehatte.